# Xanthophyllum beccarianum
Xanthophyllum beccarianum är en jungfrulinsväxtart som beskrevs av Chod.. Xanthophyllum beccarianum ingår i släktet Xanthophyllum och familjen jungfrulinsväxter. Inga underarter finns listade i Catalogue of Life.